# Esbjörn Blåpanna och hans arvingar
Esbjörn Blåpanna och hans arvingar, medeltidsstudier kring handlingar i Ribbingska huvudmannaarkivet, är en licentiatavhandling skriven av historikern Bengt Hildebrand och utgiven av Personhistoriska samfundet i Personhistorisk tidskrift nummer 1-4, 1934.
Utredningen behandlar förutom huvudpersonen Esbjörn Blåpanna ett antal frälseätter och innehåller 18 stamtavlor.
Medeltida ätter som presenteras är: Mörbyätten, frälsesläkten Blåpanna, Filip och Bengt Bossons ätt, en gren av ätten Blå (Aspenäsätten), Lasse Karlssons i Berga (Tumbo socken) ätt, Sövstaätten, Rembold Peterssons ätt, Rossviksätten (riddaren Nils Gustafssons och Erik Pukes släkt), Fargaltsätten från Hedensö samt Tandlaätten, frälsesläkten Ruska, Katarina Nilsdotters (av Mörbyätten) fränder och arvingar, Tibble-Vargarnsätten, släktgrenar av ätterna Ulf och Sparre, frälsesläkterna från Yxta, Stubbeätten, frälsesläkten Knagh, en gren av Forstenasläkten och grenar av ätten Ribbing.